# Vittorio Coletti
Vittorio Coletti (Pontedassio, 31 dicembre 1948) è un linguista e lessicografo italiano, consigliere dell'Accademia della Crusca.

## Biografia
Nato nel 1948 a Pontedassio, piccolo comune ligure della provincia di Imperia, è stato professore di Storia della lingua italiana nelle università di Trento e di Genova, dove è diventato ordinario nel 1986.
Coletti è autore con Francesco Sabatini del Dizionario della lingua Italiana (1997). Oltre alle prevalenti opere di genere linguistico e letterario, è un appassionato di musica lirica (ha insegnato Storia del melodramma italiano all'Università di Nizza), avendo pubblicato un lavoro dedicato all'opera italiana, Da Monteverdi a Puccini (2003), nuovamente edito nel 2017.
Nel 2001, per il suo Dietro la parola, ha ricevuto il premio "Marino Moretti", istituito dal comune di Cesenatico, sezione critica e storia letteraria.

Nel 2012, il Collegio Accademico della Crusca lo ha eletto membro del Consiglio Direttivo.
Nel giugno 2017, Coletti ha lasciato l'università andando in pensione anticipata per protestare contro la burocratizzazione del sistema universitario in cui la dimensione critica e libera è stata annullata.

## Opere
- La finzione mitica di Vincenzo Cardarelli, Firenze, Sansoni, 1975.
- Il linguaggio letterario, Bologna, Zanichelli, 1978.
- Momenti del linguaggio poetico novecentesco, Genova, Il melangolo, 1978.
- Metodi e strumenti per una didattica della letteratura, Coletti e altri, Genova, Mondini e Siccardi, 1979.
- Chiesa ed eresia tra latino e volgare : sec. XII-XIII. Corso di storia della lingua italiana, anno accademico 1980-81, Genova, Bozzi, 1981.
- Parole dal pulpito. Chiesa e movimenti religiosi tra latino e volgare nell'Italia del Medioevo e del Rinascimento, Casale Monferrato, Marietti, 1983.
- Il problema della lingua tra giansenisti e antigiansenisti italiani , Casale Monferrato, Marietti, 1985.
- L'éloquence de la chaire. Victoires et défaites du latin entre Moyen Âge et Renaissance, tradotto da Silvano Serventi, Paris, Les editions du Cerf, 1987.
- Introduzione al Convivio. Corso di letteratura italiana : anno 1986-1987, Trento, Centro stampa dell'Università degli studi, 1987.
- L'italiano nel tempo. Introduzione alla storia della lingua italiana, Milano, Librex, 1987.
- Italiano d'autore. Saggi di lingua e letteratura del Novecento, Genova, Marietti, 1989. ISBN 88-211-6609-0
- Sul racconto, Coletti e altri, Ancona; Bologna, Il lavoro editoriale, 1989. ISBN 88-7663-159-3
- Storia dell'italiano letterario : dalle origini al Novecento, Torino, Einaudi, 1993. ISBN 88-06-12125-1
- Forme e percorsi dell'italiano nel Trentino-Alto Adige, Coletti e altri, Firenze, Istituto di studi per l'Alto Adige, 1995.
- DISC. Dizionario Italiano Sabatini Coletti, con CD-ROM, con Francesco Sabatini, Firenze, Giunti, 1997, ISBN 88-09-21058-1; poi Il Sabatini Coletti. Dizionario della lingua italiana, Milano, Rizzoli-Larousse, 2003, 2004, 2005, 2006; Firenze, Sansoni, 2008, ISBN 88-525-0023-5; Dizionario Italiano Sabatini Coletti, Nuova ed. aggiornata e aumentata, con Manuela Manfredini, Milano, Hoepli, 2024, ISBN 978-88-360-1688-4.
- Prove di un io minore. Lettura di Sbarbaro, Pianissimo 1914, Roma, Bulzoni, 1997. ISBN 88-8319-100-5
- Dietro la parola. Miti e ossessioni del Novecento, Alessandria, Edizioni dell'Orso, 2000. ISBN 88-7694-458-3
- Da Monteverdi a Puccini. Introduzione all'opera italiana, Torino, G. Einaudi, 2003. ISBN 88-06-16598-4 - Nuova edizione riveduta e ampliata, Collana Piccola Biblioteca, Einaudi, 2017, ISBN 978-88-06-23341-9.
- L'italiano. Dalla nazione allo Stato, a cura di Vittorio Coletti; con la collaborazione di Stefania Iannizzotto, Firenze, le Lettere, 2011. ISBN 978-88-6087-545-7
- Romanzo mondo. La letteratura nel villaggio globale, Bologna, Il Mulino, 2011. ISBN 978-88-15-15049-3
- Eccessi di parole. Sovrabbondanza e intemperanza lessicale in italiano dal Medioevo a oggi, Firenze, Franco Cesati, 2012. ISBN 978-88-7667-423-5.